# Unclosing
Unclosing (deutsch (er)öffnend) ist ein Jazzalbum der Formation Illegal Crowns, in der Mary Halvorson, Taylor Ho Bynum und Tomas Fujiwara mit Benoît Delbecq zusammenarbeiten. Die am 20. Juni 2022 im Studio Firehouse 12 in New Haven, Connecticut, entstandenen Aufnahmen erschienen am 2. Juni 2023 auf Out of Your Head Records.

## Hintergrund
Taylor Ho Bynum, Mary Halvorson und Tomas Fujiwara gründeten zusammen mit dem in Paris lebenden Pianisten Benoît Delbecq das Kollektiv Illegal Crowns und veröffentlichten 2016 ihr gleichnamiges Debütalbum auf dem Label RogueArt, gefolgt von The No-Nosed Puppet (RogueArt, 2019). Abgesehen von Delbecq sind die Beteiligten durch eine Vielzahl von musikalischen Projekten miteinander verbunden; Tomas Fujiwara und Taylor Ho Bynum spielten zuvor auf Fujiwaras Album March On (2019). Halvorson und Fujiwara sind außerdem Mitglieder von Thumbscrew, einem Trio, das durch die Hinzufügung von Michael Formanek vervollständigt wird. Sowohl Fujiwara als auch Formanek sind auch Mitglieder von Halvorsons Bandprojekt Code Girl.

## Titelliste
- Illegal Crowns: Unclosing (Out of Your Head Records)[2]

1. Crooked Frame (Tomas Fujiwara) 7:33
2. Unclosing (Mary Halvorson) 6:07
3. Triple Fever (Benoît Delbecq) 2:56
4. Fading Wave (Tomas Fujiwara) 8:57
5. Osmosis Crown (Mary Halvorson) 5:57
6. Freud and Jung Go Cycling (Benoît Delbecq) 5:50
7. G. Ocean (Tomas Fujiwara) 5:40
8. Les Mots et les Choses (Benoît Delbecq) 6:04
9. Soul of the Grey (Mary Halvorson) 5:16

## Rezeption

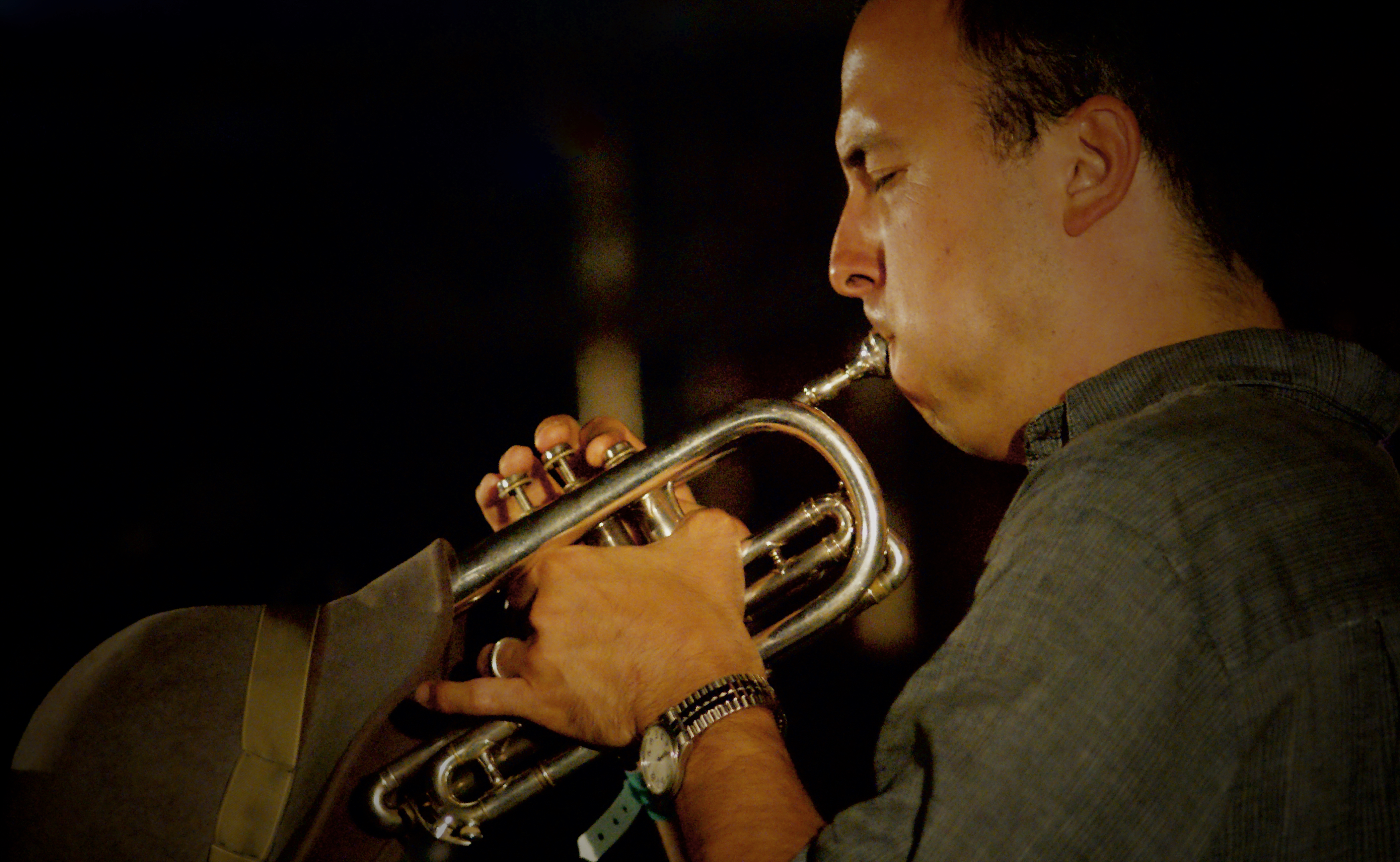
Taylor Ho Bynum (2011)

Das Quartett klinge wie ein Wasserfall, fließend und dynamisch, der stetig und hart herabstürze, meint Dave Sumner (Bandcamp). Wenn eine Melodie aufblitze, solle man sie festhalten und in diesem Moment genießen, denn sie sei flüchtig. Und das sei auch in Ordnung, denn der nächste melodische Ausdruck würde genauso gut sein – wahrscheinlich noch besser. Die Musik sei ein Energiebündel; Volatilität das Schlagwort von Unclosing, doch faszinierenderweise habe die Angelegenheit einen Noir-Charakter, der einen den Atem anhalten lasse und ein Gefühl der Geduld hervorrufe – eine Ruhe inmitten des Chaos.
Dave Sumner zählte es schließlich zu den besten Jazzalben des Jahres; „Unclosing liefert die stärkste musikalische Ladung des Jahres 2023.“ Selten stoße man auf eine Aufnahme, die ein derartiges Hörerlebnis biete, als wäre man selbst dabei.
Eine gelungene Mischung aus Zugänglichkeit und Experimentierfreudigkeit zeichne das Album aus, schrieb John Sharpe in All About Jazz, und dies sei wieder einmal deutlich zu erkennen, diesmal vielleicht besser integriert als je zuvor. Das kollektive Ethos manifestiere sich in drei Kompositionen aus der Feder jedes Beteiligten außer Bynum. Aber wer auch immer der Autor sei, es gebe hier stets eine Gemeinsamkeit, die darauf Hinweise, dass Experimentierfreude in eine Hülle aus starken Melodien und ansteckenden Rhythmen gepackt sei. Natürlich erwiesen sich Bynum, Halvorson und Delbecq als herausragende Solisten, und Fujiwara durchdringe das gesamte Programm mit seiner Kombination aus Anmut und Härte.
Die Gitarristin Mary Halvorson würde sich mit Blasinstrument, Klavier und Schlagzeug verbinden, um stark dissonante Themen und Soli über besinnliche und treibende Hintergründe zu legen, schrieb Roger Farbey im Jazz Journal.
Dieses Quartett liefere alles ab; Halvorson zeige keine Zurückhaltung und sorge in ihrem charakteristischen Stil für reichlich Biegungen von Tönen und schnelles Picking, schrieb Mike Borella in Avant Music News. Aber was diese Gruppe auszeichne, sei die Verbindung von Bynum und Delbecq. Sie würden sich zu kantigen Jazz-Improvisationen mit Linien vereinen, die sowohl dicht als auch pastoral klingen. Auch wenn „Unclosing“ seinen Anteil an struktureller Introspektion biete, strahle die Gruppe am meisten bei den knorrigen, schnelleren Stücken, die sowohl ihre Klugheit als auch ein anspruchsvolles Gefühl unter Beweis stellen.